# Brahma (bière)
Brahma est une marque de bière, ainsi qu'une brasserie brésilienne fondée en 1888 par le Suisse Joseph Villager, qui appartient aujourd'hui au groupe brassicole belgo-brésilien Anheuser-Busch InBev. 
Brahma est la deuxième marque de bière la plus consommée au Brésil, et la cinquième au monde. Elle est disponible dans plus d'un million de points de vente dans le monde. Bien qu'elle soit totalement originaire du Brésil, Brahma est aussi une marque internationale d'AmBev.

## Présentation

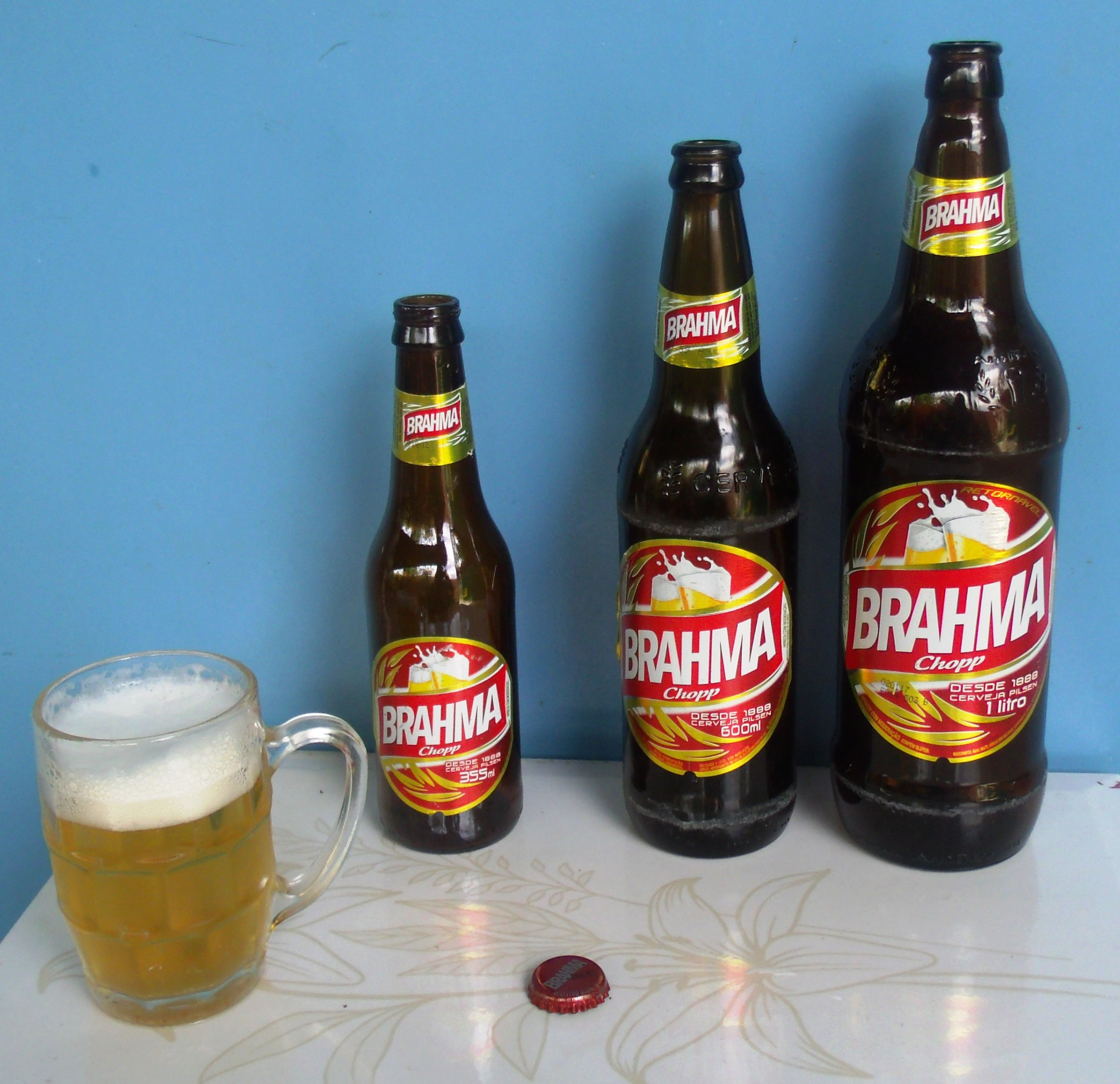
Bouteilles de différentes tailles.

### Historique
Le nom de la brasserie est choisi par Joseph Villager lui-même, mais les raisons de son choix ne sont pas connues.
Il pourrait être dû à la sympathie de Joseph Villager pour la culture indienne : le Dieu hindou Brahmā est vénéré près du lac indien de Pushkar dont les eaux sacrées sont censées purifier les péchés de celui qui s'y baigne. Il pourrait s'agir aussi d'un hommage au compositeur Johannes Brahms. Cependant, le plus probable reste un hommage à l'inventeur de la chope, l'Anglais Joseph Bramah.
La brasserie se situait à l'origine sur l'avenue Marques de Sapucahí à Rio de Janeiro, à l'emplacement du sambodrome, et produisait environ 12 000 litres de bière par jour. 

### Aujourd'hui
Depuis 2005, Anheuser-Busch InBev le propriétaire de la marque Brahma développe à l'export cette bière « aux saveurs du Brésil ». Une trentaine de pays sont ciblés par les ventes de la Brahma, notamment la Belgique, le Canada, les États-Unis, la France et la Grande-Bretagne.
Après démarrage moins bon qu'espéré, le processus d'internationalisation décolle. En 2006, les ventes de bière Brahma dépasse le néerlandais Heineken, devenant ainsi la 5e bière la plus vendue au monde.